# 新名智
新名 智（にいな さとし、1992年4月29日 -）は、日本の小説家。

## 経歴
長野県上伊那郡辰野町出身。早稲田大学大学院文学研究科修士課程修了。会社員のかたわら、小説の執筆を開始する。2021年、『虚魚』でKADOKAWAが主催する第41回横溝正史ミステリ&ホラー大賞大賞を受賞する。同年、同作を刊行、小説家デビューを果たす。

## 人物
小学生の頃には、『ズッコケ三人組』、『かいけつゾロリ』などを読んでいて、友人と漫画を描いていた。本格的にミステリを読むようになったのは中学生からで、テレビの怪談番組や怪談ライブが好きだった。長野県諏訪清陵高等学校在学中には、図書館に講談社文庫のミステリがたくさんあり、それを端から読んでいた。ネット上にアニメの二次創作小説を書いていた。早稲田大学在学中に、推理小説サークルのワセダミステリクラブに所属して、小説を読んだり書いたりしていた。大学と大学院では、平安時代の短編物語集『堤中納言物語』を研究した。好きな作家はミステリでは、綾辻行人、有栖川有栖、麻耶雄嵩、島田荘司、蘇部健一、ホラーでは、小野不由美、貴志祐介、澤村伊智、三津田信三。動画配信の怪談チャンネルや怪談番組をよく見ている。また、大学在学中はドラえもん研究会にも所属。ドラえもんからの物語構造上の影響も語っている。

## 作品リスト

### 単行本
- 『虚魚』（2021年10月 KADOKAWA ）
- 『あさとほ』（2022年7月 KADOKAWA）
- 『きみはサイコロを振らない』（2023年5月 KADOKAWA）

### アンソロジー収録
- 「霊感インテグレーション」 - 『嘘があふれた世界で』（2024年2月 新潮文庫nex）
  - 初出:『小説新潮』2023年3月号

### 雑誌掲載作品
小説
- 「まぎれ鬼」 - 『小説新潮』2022年6月号
- 「いてはいけない部屋」 - 『小説新潮』2022年8月号
- 「猿怨」 - 『怪と幽』2023年1月号
- 「アップサイド・ダウン」 - 『小説現代』2023年4月号
- 「邪眼コントリビュート」 - 『小説新潮』2023年8月号
- 「怨念インプリメンテーション」 - 『小説新潮』2024年10月号

### Web掲載作品
- 「わたしはヒロインにはなれない」 - 『JUMP j BOOKS』note 2022年7月4日[6]
- 「あるロボットの遺言」 - 『JUMP j BOOKS』note 2023年1月17日[7]

## メディア出演
- 王様のブランチ（2022年7月9日放送、TBSテレビ）